# Les Sorinières
Les Sorinières est une commune de l'Ouest de la France, dans le département de la Loire-Atlantique, en région Pays de la Loire. Elle fait également partie des 24 communes de Nantes Métropole, et du Pays nantais, un des neuf pays de la Bretagne historique.

## Géographie

Situation des Sorinières dans le département de la Loire-Atlantique.

### Situation
La commune fait partie de la Bretagne historique et du Vignoble nantais.
Le centre-ville des Sorinières est situé à 6 km au sud de Nantes, dans une zone de nœud routier (embranchement des routes de La Rochelle et de La Roche-sur-Yon, auquel s'ajoutent leurs raccords récents avec l'autoroute A83 qui passe à proximité).

### Communes limitrophes
Les communes limitrophes sont Le Bignon, Pont-Saint-Martin, Rezé et Vertou.
| Rezé              |            | Vertou    |
|                   | Sorinières |           |
| Pont-Saint-Martin |            | Le Bignon |

Selon le classement établi par l'Insee, la commune des Sorinières est une commune urbaine, une des 24 communes de banlieue de l'unité urbaine de Nantes ; elle fait donc partie de l'aire urbaine de Nantes (cf. Communes de la Loire-Atlantique).

### Voies de communication et transports

#### Aéroportuaires
L'aéroport de Nantes-Atlantique se situe à 10 minutes du centre des Sorinières.

#### Réseau routier
L'accès au nord de la commune s'effectue par la sortie 49 (Porte de Rezé) du périphérique nantais, et au sud par l'A83 via le péage du Bignon en venant de Bordeaux.
La commune est également traversée par la D137.

#### Transports en commun
La ligne C4 du réseau TAN dessert la commune et la relie à Rezé et aux pôles d'échanges Pirmil et Greneraie, tout en offrant un service proche de celui du tramway avec une fréquence élevée, une large amplitude horaire et une accessibilité pour tous notamment.
La commune est également desservie par les lignes 362 et 380 du réseau régional Aléop.
Des lignes de car scolaires permettent aux élèves de se rendre dans les écoles sorinièroises, mais également dans les collèges de la ville de Vertou.

### Climat
Pour des articles plus généraux, voir Climat des Pays de la Loire et Climat de la Loire-Atlantique.
En 2010, le climat de la commune est de type climat océanique franc, selon une étude du CNRS s'appuyant sur une série de données couvrant la période 1971-2000. En 2020, Météo-France publie une typologie des climats de la France métropolitaine dans laquelle la commune est exposée à un climat océanique et est dans la région climatique  Bretagne orientale et méridionale, Pays nantais, Vendée, caractérisée par une faible pluviométrie en été et une bonne insolation. 
Pour la période 1971-2000, la température annuelle moyenne est de 12,1 °C, avec une amplitude thermique annuelle de 13,6 °C. Le cumul annuel moyen de précipitations est de 817 mm, avec 12,7 jours de précipitations en janvier et 6,7 jours en juillet. Pour la période 1991-2020, la température moyenne annuelle observée sur la station météorologique de Météo-France la plus proche, « Nantes-Bouguenais », sur la commune de Bouguenais à 8 km à vol d'oiseau, est de 12,7 °C et le cumul annuel moyen de précipitations est de 819,5 mm,. Pour l'avenir, les paramètres climatiques de la commune estimés pour 2050 selon différents scénarios d'émission de gaz à effet de serre sont consultables sur un site dédié publié par Météo-France en novembre 2022.
| Mois                                  | jan.           | fév.             | mars          | avril         | mai             | juin          | jui.           | août           | sep.           | oct.            | nov.            | déc.             | année      |
| ------------------------------------- | -------------- | ---------------- | ------------- | ------------- | --------------- | ------------- | -------------- | -------------- | -------------- | --------------- | --------------- | ---------------- | ---------- |
| Température minimale moyenne (°C)     | 3,4            | 3                | 4,9           | 6,6           | 9,8             | 12,7          | 14,3           | 14,2           | 11,8           | 9,5             | 5,9             | 3,7              | 8,3        |
| Température moyenne (°C)              | 6,4            | 6,7              | 9,2           | 11,4          | 14,7            | 17,8          | 19,7           | 19,8           | 17,1           | 13,5            | 9,4             | 6,7              | 12,7       |
| Température maximale moyenne (°C)     | 9,3            | 10,5             | 13,5          | 16,2          | 19,6            | 23            | 25,1           | 25,4           | 22,4           | 17,6            | 12,9            | 9,8              | 17,1       |
| Record de froid (°C) date du record   | −13 16.01.1985 | −15,6 15.02.1956 | −9,6 01.03.05 | −2,8 07.04.08 | −1,5 01.05.1945 | 3,8 01.06.06  | 5,8 10.07.1948 | 5,6 07.08.1956 | 2,8 19.09.1952 | −3,3 30.10.1997 | −6,8 21.11.1993 | −10,8 21.12.1946 | −15,6 1956 |
| Record de chaleur (°C) date du record | 18,2 27.01.03  | 22,6 27.02.19    | 24,2 30.03.21 | 28,3 30.04.05 | 32,8 26.05.17   | 39,1 18.06.22 | 42 18.07.22    | 39,6 07.08.20  | 35,4 09.09.23  | 30,4 09.10.23   | 21,8 01.11.15   | 18,4 04.12.1953  | 42 2022    |
| Ensoleillement (h)                    | 726            | 1 023            | 1 473         | 1 827         | 2 034           | 2 131         | 229            | 2 326          | 1 987          | 1 227           | 913             | 776              | 18 733     |
| Précipitations (mm)                   | 87,9           | 67,5             | 58,4          | 58,3          | 61              | 48,5          | 44,2           | 50,3           | 59,5           | 88,8            | 94,1            | 101              | 819,5      |

## Urbanisme

### Typologie
Au 1er janvier 2024, Les Sorinières est catégorisée grand centre urbain, selon la nouvelle grille communale de densité à sept niveaux définie par l'Insee en 2022.
Elle appartient à l'unité urbaine de Nantes, une agglomération intra-départementale regroupant 22  communes, dont elle est une commune de la banlieue,,. Par ailleurs la commune fait partie de l'aire d'attraction de Nantes, dont elle est une commune du pôle principal,. Cette aire, qui regroupe 116 communes, est catégorisée dans les aires de 700 000 habitants ou plus (hors Paris),.

### Occupation des sols
L'occupation des sols de la commune, telle qu'elle ressort de la base de données européenne d’occupation biophysique des sols Corine Land Cover (CLC), est marquée par l'importance des territoires agricoles (65,9 % en 2018), en diminution par rapport à 1990 (79,7 %). La répartition détaillée en 2018 est la suivante : 
terres arables (28,4 %), zones urbanisées (21,8 %), zones agricoles hétérogènes (21,1 %), prairies (16,3 %), zones industrielles ou commerciales et réseaux de communication (11,4 %), forêts (1 %). L'évolution de l’occupation des sols de la commune et de ses infrastructures peut être observée sur les différentes représentations cartographiques du territoire : la carte de Cassini (XVIIIe siècle), la carte d'état-major (1820-1866) et les cartes ou photos aériennes de l'IGN pour la période actuelle (1950 à aujourd'hui).

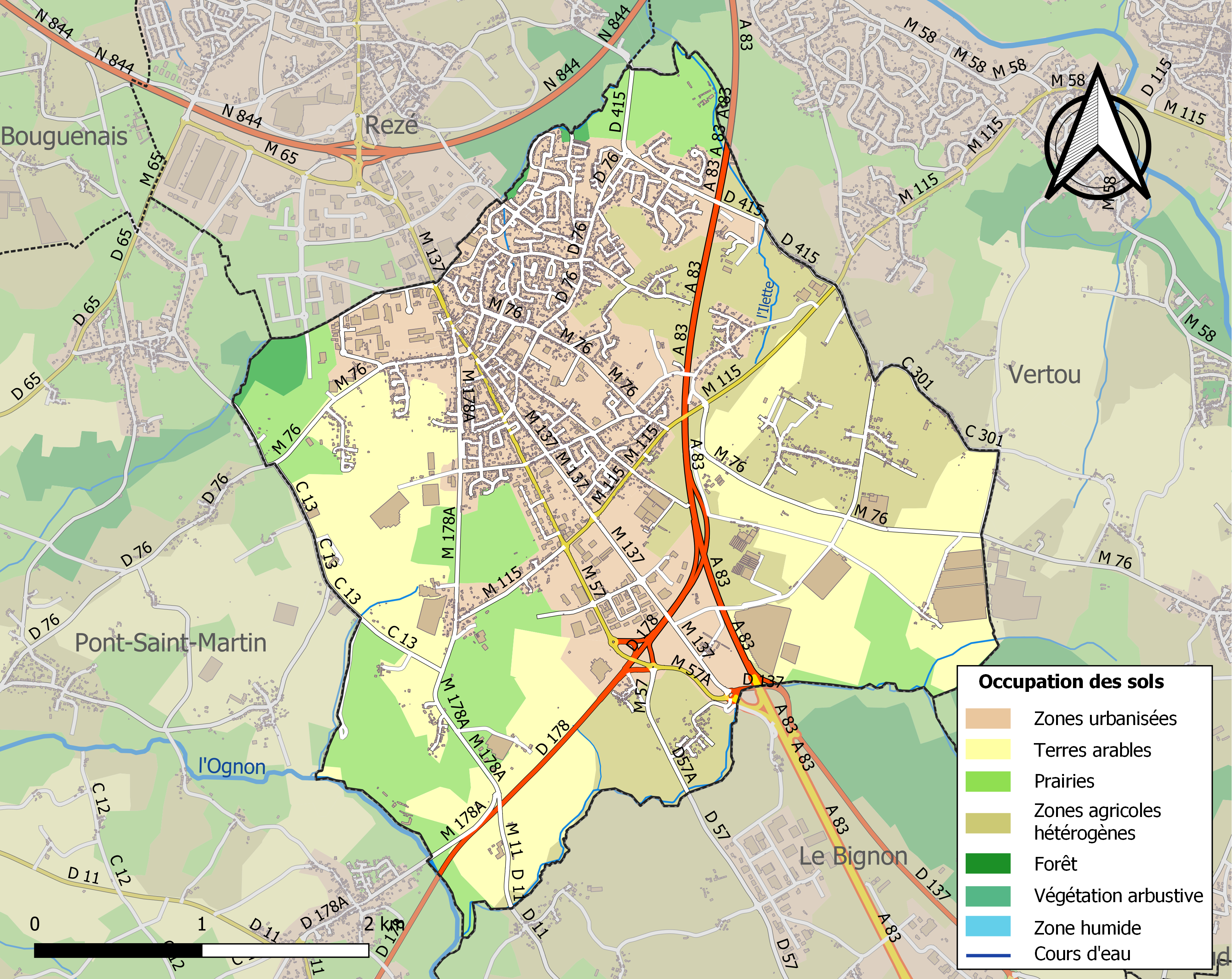
Carte des infrastructures et de l'occupation des sols de la commune en 2018 (CLC).

## Histoire

### Préhistoire
Le territoire de la commune est habité au moins depuis le Néolithique, comme l'attestent les deux menhirs de la commune, le menhir de Haute-Lande et le menhir des Faux.

### Antiquité et Haut Moyen Âge
Le territoire est habité à l'origine par le peuple gaulois des Ambilatres, qui faisait partie de la confédération des peuples pictons.
Au IXe siècle, il fait partie du comté d'Herbauges, constitué pour la défense militaire du Bas-Poitou contre les razzias vikings, avec Rezé comme capitale.
En 851, le traité d'Angers rattache le Pays de Retz aux Marches communes Bretagne-Poitou.

### XVIIIesiècle
La commune est le théâtre de la bataille de La Roullière pendant la guerre de Vendée.

### XIXesiècle
La commune est créée le 31 mai 1865 par démembrement des communes du Bignon, de Pont-Saint-Martin et de Vertou.

## Héraldique, logotype

### Héraldique
| Blason | Blasonnement : D'argent au chevron de gueules, accompagné en chef de deux trèfles de sinople et en pointe d'un château d'azur pavillonné et girouetté du même, maçonné d'or et flanqué de deux tours du même, et accompagné de trois mouchetures d'hermine de sable ; au chef de sable chargé d'une coquille accostée de deux croix hautes tréflées au pied fiché, le tout d'argent. Commentaires : Le champ d'argent, le chevron de gueules et les deux trèfles de sinople rappellent les armes du seigneur d'Arquistade, René Darquistade, deux fois maire de Nantes, qui possédait en seigneurie la terre de La Maillardière où fut planté l'un des tout premiers laurier tulipier ou Magnolia grandiflora' introduit en Europe au XVIIIe siècle ; le château d'azur, maçonné d'or, accompagné de trois mouchetures d'hermine de sable, sont tirées des armes de l'ancienne Abbaye de Villeneuve ; le chef de sable, la coquille et les deux croix hautes renvoient aux armes de la famille de Becdelièvre, qui possédait de nombreuses terres et fermes sur le territoire de la commune. Les mouchetures d'hermine évoquent le blasonnement d'hermine plain de la Bretagne, rappelant l'appartenance passée de la ville au duché de Bretagne. Blason conçu par M. Durivault, dessiné par Robert Louis (délibération municipale du 10 juillet 1955). |

### Logotype
Le logo actuel de la mairie des Sorinières a été créé en 2005.

## Politique et administration

### Liste des maires
| Période      | Période                   | Identité                      | Étiquette       | Qualité |
| ------------ | ------------------------- | ----------------------------- | --------------- | --- |
| mai 1865     | août 1865                 | Jean Cornet                   |                 | Maire-adjoint de Vertou faisant fonction de maire |
| août 1865    | 1876                      | Hippolyte Derouet             |                 | Nommé maire par arrêté du préfet de Loire-Inférieure |
| 1876         | 1900                      | Joseph Gauthier Blanchardière |                 | |
| 1900         | 1901                      | Paul Amiaud                   |                 | |
| 1901         | 1938                      | Louis Perrochaud              | Union Nationale | |
| 1938         | 1941                      | Joseph Manufet                |                 | Colonel en retraite |
| 1941         | mars 1971                 | Raoul de Guigné               |                 | Propriétaire |
| mars 1971    | mars 1977                 | Joachim Marnier               |                 | Ancien exploitant agricole, ancien 1er adjoint |
| mars 1977    | février 1993 (démission)  | Louis Bartra                  | DVD             | Agent général d'assurances |
| mars 1993    | 18 mars 2001              | Chantal Couhault              | RPR             | Directrice de l'IFSI de Nantes |
| 18 mars 2001 | 22 mars 2018 (démission)  | Christian Couturier           | PS              | Professeur de physique-chimie retraité Vice-président de la CUN (2001 → 2014) 7e vice-président de Nantes Métropole (2014 → 2020) Suppléant de la députée Sophie Errante (2012 → 2017) |
| 22 mars 2018 | 2 juin 2025 (démission)   | Christelle Scuotto            | PS              | Assistante sociale Adjointe au maire (2015 → 2018) 6e vice-présidente de Nantes Métropole (2020 → ) Réélue pour le mandat 2020-2026                                                    |
| 2 juin 2025  | En cours (au 6 juin 2025) | Patricia Hélias               | PS              | Ancienne vendeuse à domicile Première adjointe au maire (2020 → 2025) |

### Politique de développement durable
La commune a engagé une politique de développement durable en lançant une démarche d'Agenda 21 en 2004.

## Population et société

### Démographie

#### Évolution démographique
La commune est créée en 1865, à partir de territoires du Bignon, de Pont-Saint-Martin et de Vertou.
L'évolution du nombre d'habitants est connue à travers les recensements de la population effectués dans la commune depuis 1866. Pour les communes de moins de 10 000 habitants, une enquête de recensement portant sur toute la population est réalisée tous les cinq ans, les populations de référence des années intermédiaires étant quant à elles estimées par interpolation ou extrapolation. Pour la commune, le premier recensement exhaustif entrant dans le cadre du nouveau dispositif a été réalisé en 2006.

En 2022, la commune comptait 9 163 habitants, en évolution de +11,53 % par rapport à 2016 (Loire-Atlantique : +6,68 %, France hors Mayotte : +2,11 %).
| 1866  | 1872  | 1876  | 1881  | 1886  | 1891  | 1896  | 1901  | 1906  |
| ----- | ----- | ----- | ----- | ----- | ----- | ----- | ----- | ----- |
| 1 290 | 1 183 | 1 260 | 1 204 | 1 230 | 1 209 | 1 154 | 1 102 | 1 136 |

| 1911  | 1921  | 1926  | 1931  | 1936  | 1946  | 1954  | 1962  | 1968  |
| ----- | ----- | ----- | ----- | ----- | ----- | ----- | ----- | ----- |
| 1 093 | 1 055 | 1 071 | 1 115 | 1 140 | 1 338 | 1 533 | 1 821 | 2 194 |

| 1975  | 1982  | 1990  | 1999  | 2006  | 2011  | 2016  | 2021  | 2022  |
| ----- | ----- | ----- | ----- | ----- | ----- | ----- | ----- | ----- |
| 3 149 | 4 299 | 5 174 | 6 229 | 7 251 | 7 575 | 8 216 | 9 031 | 9 163 |

#### Pyramide des âges
La population de la commune est relativement jeune.
En 2018, le taux de personnes d'un âge inférieur à 30 ans s'élève à 36,0 %, soit en dessous de la moyenne départementale (37,3 %). À l'inverse, le taux de personnes d'âge supérieur à 60 ans est de 22,9 % la même année, alors qu'il est de 23,8 % au niveau départemental.
En 2018, la commune comptait 4 229 hommes pour 4 465 femmes, soit un taux de 51,36 % de femmes, légèrement inférieur au taux départemental (51,42 %).
Les pyramides des âges de la commune et du département s'établissent comme suit.
| Hommes | Classe d’âge | Femmes |
| ------ | ------------ | ------ |
| 0,3    | 90 ou +      | 1,0    |
| 6,0    | 75-89 ans    | 7,8    |
| 15,2   | 60-74 ans    | 15,5   |
| 22,8   | 45-59 ans    | 21,9   |
| 18,5   | 30-44 ans    | 19,0   |
| 17,4   | 15-29 ans    | 16,8   |
| 19,8   | 0-14 ans     | 18,0   |

| Hommes | Classe d’âge | Femmes |
| ------ | ------------ | ------ |
| 0,6    | 90 ou +      | 1,8    |
| 6      | 75-89 ans    | 8,6    |
| 15,1   | 60-74 ans    | 16,4   |
| 19,4   | 45-59 ans    | 18,8   |
| 20,1   | 30-44 ans    | 19,3   |
| 19,2   | 15-29 ans    | 17,4   |
| 19,5   | 0-14 ans     | 17,6   |

### Enseignement
La commune possède trois écoles :
- École maternelle et élémentaire Clos du Moulin
- École maternelle et élémentaire Sainte-Marie
- École maternelle et élémentaire La Tilleulière

### Sport

#### Équipements sportifs
- Aires Multisports : elles sont à disposition des jeunes quartier des Vignes et quartier de la Poste.
- Complexe Louis Bartra/La Garennerie : un terrain avec une piste, un terrain synthétique et un terrain stabilisé.
- Dojo et la salle de Karaté : construits respectivement en 1993 et 1981, ils regroupent les arts martiaux (judo, karaté, arts philippins).
- Patinodrome : il accueille le roller.
- Salle de danse : elle date des années 1970 et regroupe la danse, le yoga et la sophrologie.
- Salle du Haut Vigneau : elle accueille le tennis de table.
- Salle Alice Milliat: construite en janvier 2017, elle accueille le badminton et de la danse.
- Salle Joachim-Marnier : construite en 1981, elle accueille les activités de basket et le roller.
- Salle Jules-Léauté : construite en 1993, elle accueille le tennis, la gymnastique et le roller.
- Stand de tir : il a été créé en 1972.
- Terrain de pétanque
- Terrains de tennis de plein air
- Terrain de Drone : créé en 2016, il accueille l'association de drone.

### Salles municipales
- Salle Auguste-Rodin
- Espace Camille-Claudel
- Salle Hippolyte-Derouet
- Pôle Jeanne d'Arc
- Salle des Vignes

## Économie

### Parc Océane Sud
Le Parc Océane Sud est la principale zone économique de la commune avec une centaine d'entreprises et plus de 1 000 emplois. Sa localisation au niveau Sud Loire est un réel atout pour les entrepreneurs. La zone est divisée en quatre parties : le Taillis Nord, le Taillis 3, la Roulière et le Champ Fleuri. On y retrouve des entreprises telles que Traction Levage qui appartient au groupe Axel Johnson International et qui est spécialisée dans la distribution de produits de levage et de manutention

### ZAC des Vignes
La ZAC des Vignes a été créée dans le but de fournir un habitat à tous dans un cadre de vie agréable, proche des équipements communaux. Plus de 700 logements sont construits pour accueillir à terme 1 500 nouveaux habitants.

## Lieux et monuments
- Abbaye de Villeneuve, fondée en 1201. La duchesse Constance de Bretagne en avait ordonné la fondation l'année de sa mort à Nantes[32]. Elle y fut inhumée le 24 novembre 1225. Cette abbaye fut très importante au XVe siècle. Elle est en partie détruite pendant la Révolution française et les guerres de Vendée. Restaurée en 1977, les bâtiments accueillent désormais un luxueux ensemble hôtelier. S'y trouve la tombe du seigneur Olivier de Machecoul, de la maison capétienne de Dreux de Bretagne.
- Menhir des Faux, inscrit au titre des monuments historiques le 12 février 1984[33].
- Menhir de Haute-Lande, inscrit au titre des monuments historiques en 1960[34].
- Église Notre-Dame des Sorinières.
- Cadran solaire des Sorinières.
- Les folies nantaises : demeures du XVIe au XIXe siècle.
- Le parc de la Filée : un espace naturel de 12 hectares avec un vaste plan d’eau.